# Michael Lenihan
Michael Lenihan (Abbeyfeale, 22 settembre 1951) è un arcivescovo cattolico irlandese, dal 26 gennaio 2023 arcivescovo metropolita di San Pedro Sula.

## Biografia

### Formazione e ministero sacerdotale
Dopo essere entrato nel noviziato francescano nel 1972, ha compiuto gli studi filosofici presso l'università di Galway e successivamente quelli teologici a Roma, presso la Pontificia università "San Tommaso d'Aquino" e presso la Pontificia Università Gregoriana.
Ha emesso la sua professione solenne nell'Ordine dei frati minori il 17 settembre 1977 ed è stato ordinato sacerdote il 12 luglio 1980.
Dopo l'ordinazione sacerdotale ha ricoperto alcuni importanti incarichi tra i quali quello di direttore spirituale del collegio Multyfarnham in Irlanda dal 1980 al 1982 e dal 2001 al 2009 vicario generale della diocesi di Comayagua.

### Ministero episcopale
Il 30 dicembre 2011 è stato nominato da papa Benedetto XVI primo vescovo della neo eretta diocesi di La Ceiba. L'11 febbraio 2012 è stato consacrato dal cardinale Óscar Andrés Rodríguez Maradiaga arcivescovo di Tegucigalpa, co-consacranti il nunzio apostolico di Honduras Luigi Bianco e il vescovo di San Pedro Sula Angel Garachana Pérez.
Il 4 settembre 2017 è stato ricevuto in udienza papale insieme agli altri presuli honduregni in una visita ad limina.
Il 26 gennaio 2023 papa Francesco ha elevato la diocesi di San Pedro Sula ad arcidiocesi e lo ha nominato primo arcivescovo metropolita. Ha preso possesso dell'arcidiocesi il successivo 11 marzo, mentre il 29 giugno ha ricevuto il pallio dal Santo Padre durante la cerimonia svoltasi in piazza san Pietro a Roma.

## Genealogia episcopale
- Cardinale Scipione Rebiba
- Cardinale Giulio Antonio Santori
- Cardinale Girolamo Bernerio, O.P.
- Arcivescovo Galeazzo Sanvitale
- Cardinale Ludovico Ludovisi
- Cardinale Luigi Caetani
- Cardinale Ulderico Carpegna
- Cardinale Paluzzo Paluzzi Altieri degli Albertoni
- Papa Benedetto XIII
- Papa Benedetto XIV
- Papa Clemente XIII
- Cardinale Marcantonio Colonna
- Cardinale Giacinto Sigismondo Gerdil, B.
- Cardinale Giulio Maria della Somaglia
- Cardinale Carlo Odescalchi, S.I.
- Cardinale Costantino Patrizi Naro
- Cardinale Lucido Maria Parocchi
- Papa Pio X
- Papa Benedetto XV
- Papa Pio XII
- Cardinale Eugène Tisserant
- Papa Paolo VI
- Arcivescovo Gabriel Montalvo Higuera
- Cardinale Óscar Andrés Rodríguez Maradiaga, S.D.B.
- Arcivescovo Michael Lenihan, O.F.M.